# Cephalolepidapedon saba
Cephalolepidapedon saba är en plattmaskart. Cephalolepidapedon saba ingår i släktet Cephalolepidapedon och familjen Lepocreadiidae. Inga underarter finns listade i Catalogue of Life.